# Daphnis (djur)
Daphnis är ett släkte av fjärilar som beskrevs av Jacob Hübner 1819. 
Daphnis ingår i familjen svärmare.

## Dottertaxa tillDaphnis, i alfabetisk ordning[1][2]
- Daphnis andamana
- Daphnis angustans
- Daphnis bipartita
- Daphnis callusia
- Daphnis confluens
- Daphnis dohertyi
- Daphnis ernestina
- Daphnis gigantea
- Daphnis gloriosa
- Daphnis hayesi
- Daphnis hesperus
- Daphnis horsfieldii
- Daphnis hypothous
- Daphnis infernelutea
- Daphnis jamdenae
- Daphnis layardii
- Daphnis magnifica
- Daphnis minima
- Daphnis neriastri
- Daphnis nerii
- Daphnis nigra
- Daphnis pallescens
- Daphnis placida
- Daphnis protrudens
- Daphnis rosacea
- Daphnis salomonis
- Daphnis steffanyi
- Daphnis torenia

## Bildgalleri

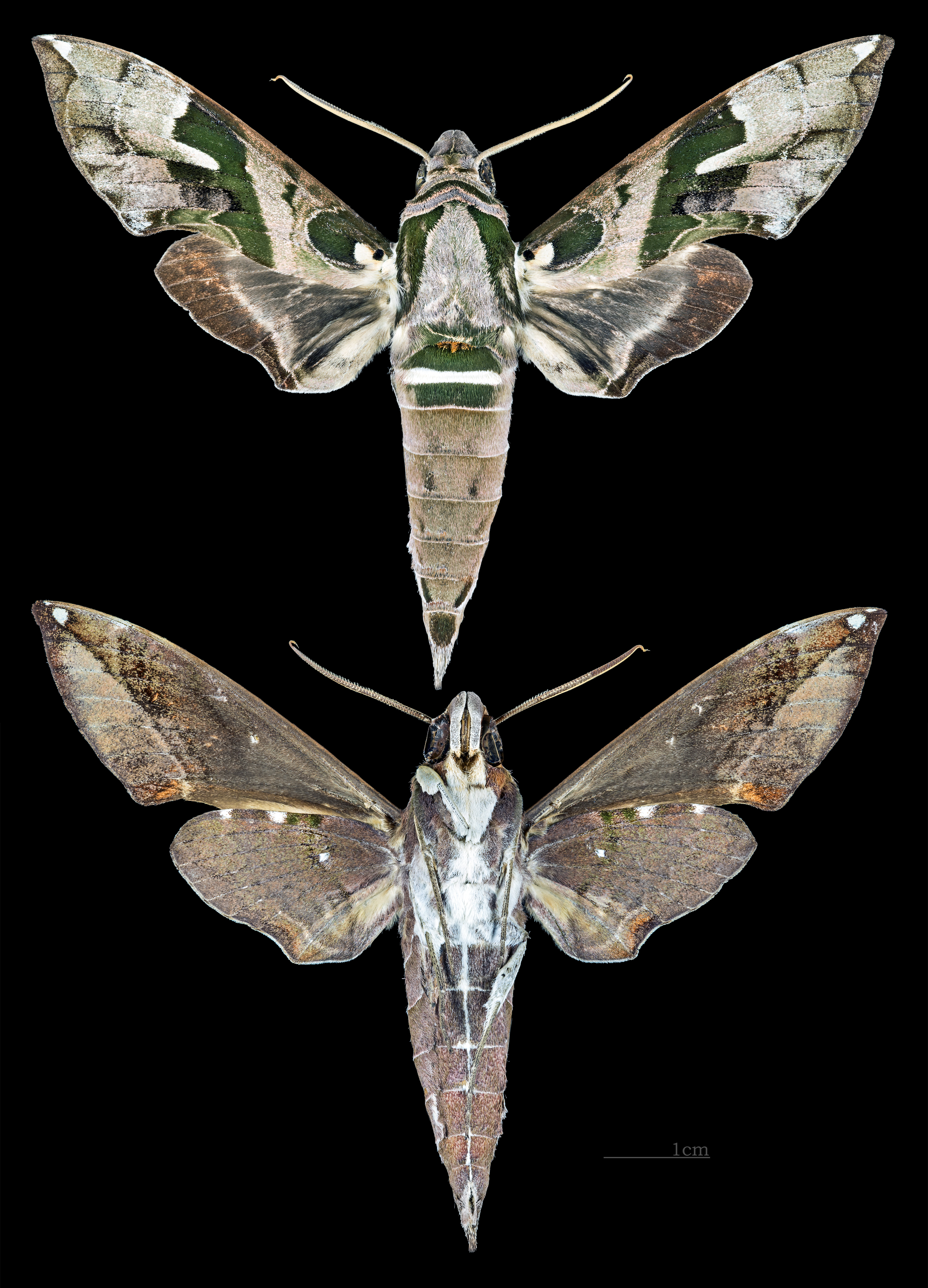
Daphnis dohertyi
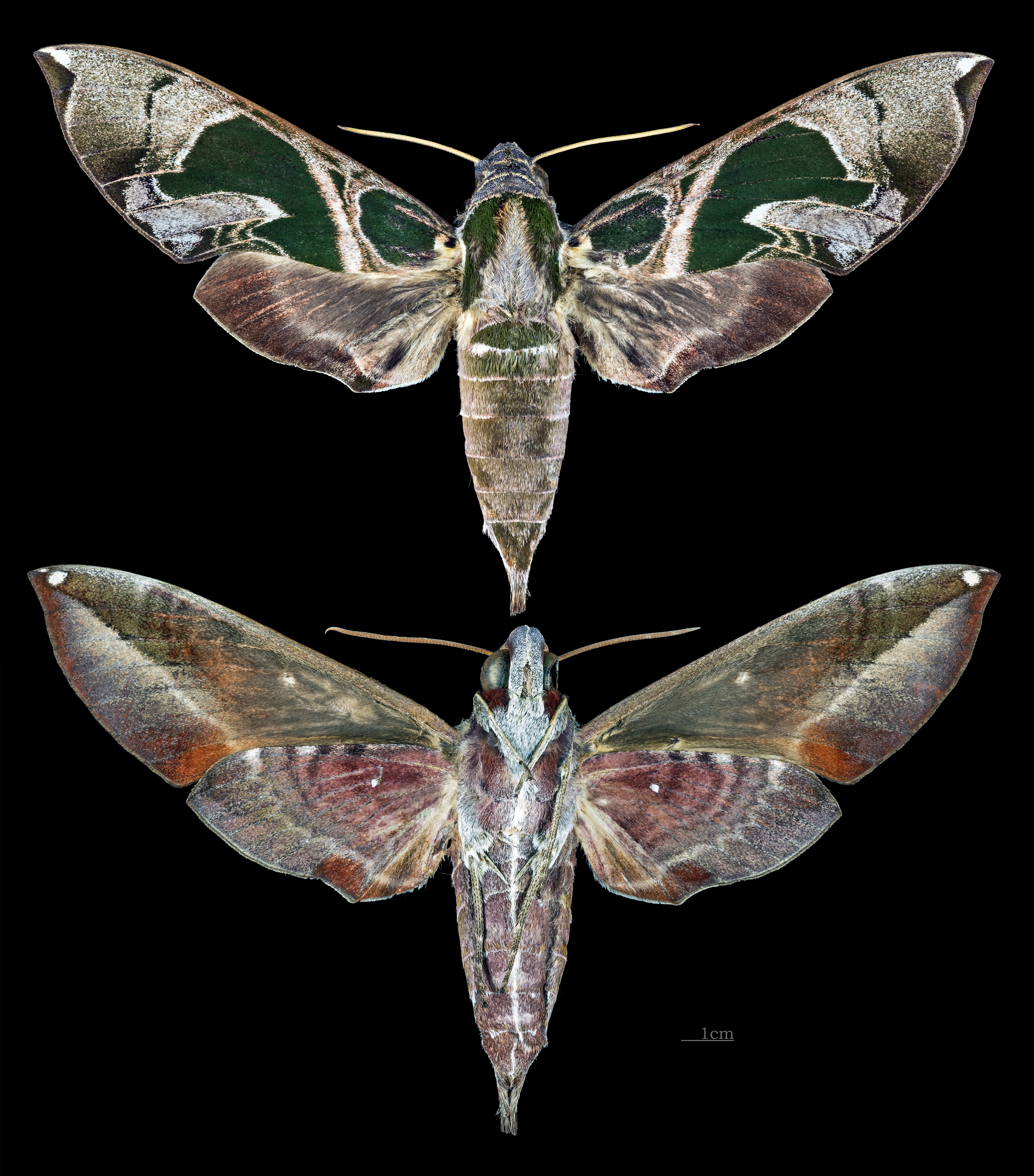
Daphnis hayesi
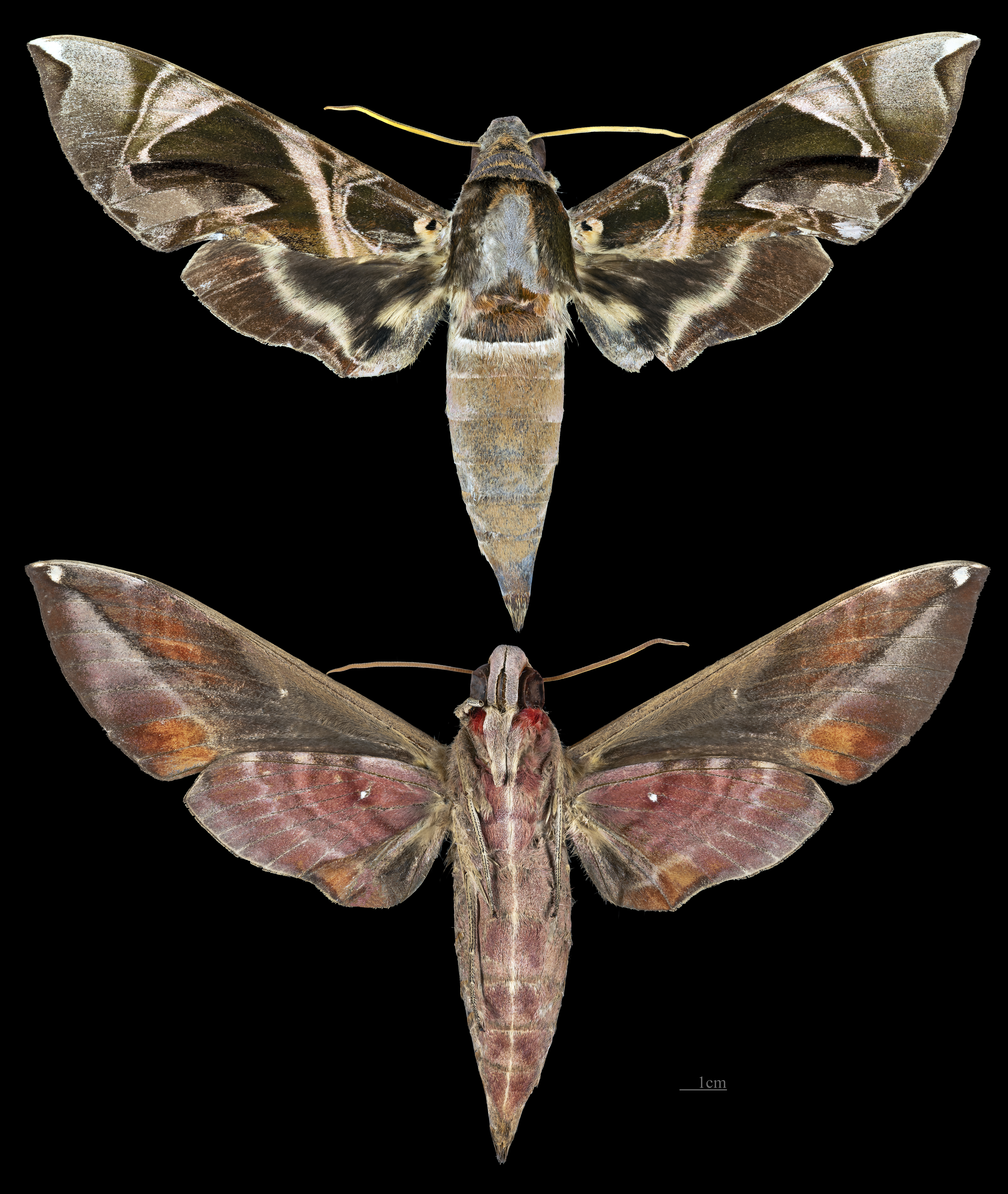
Daphnis hypothous
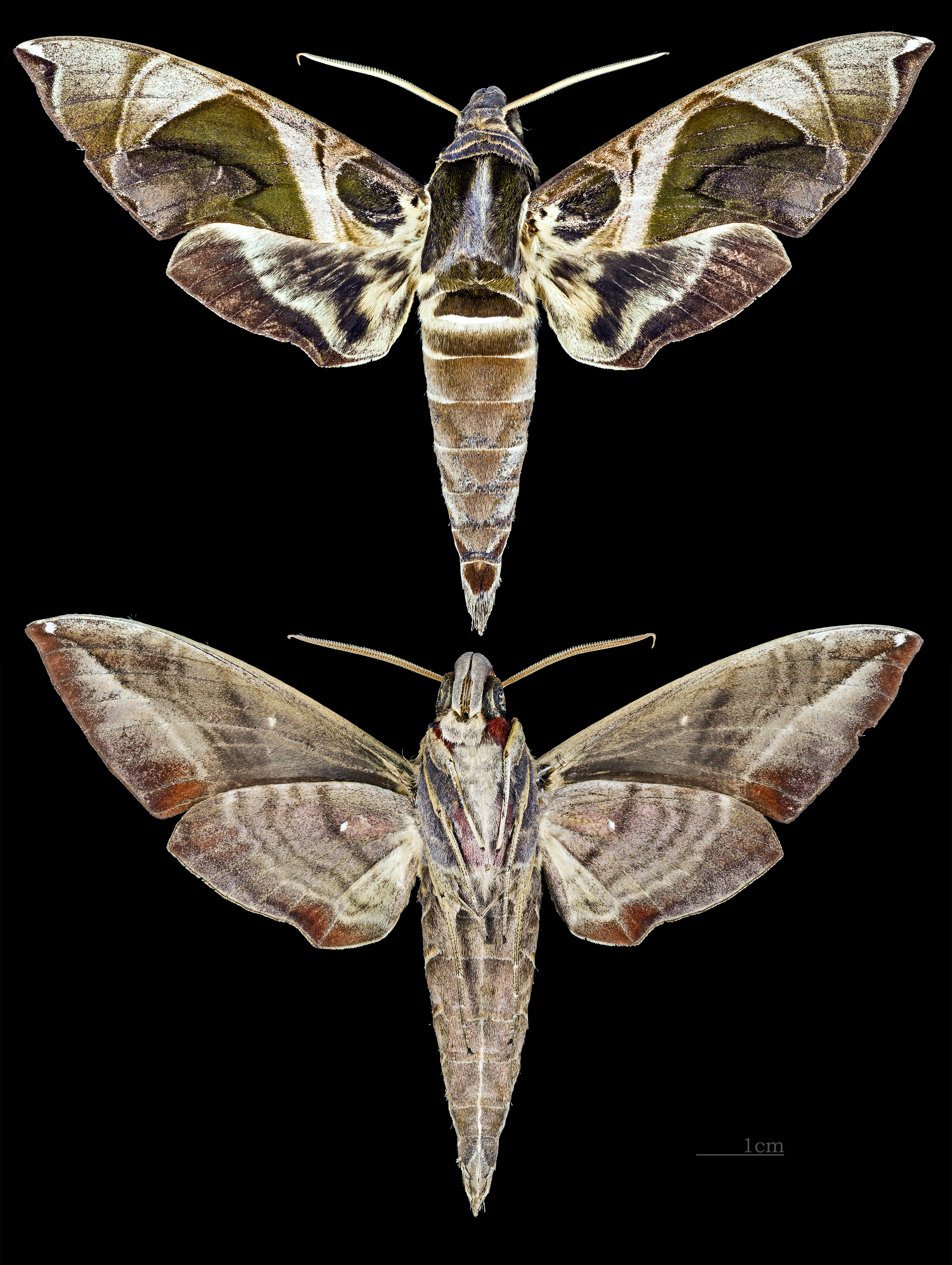
Daphnis moorei
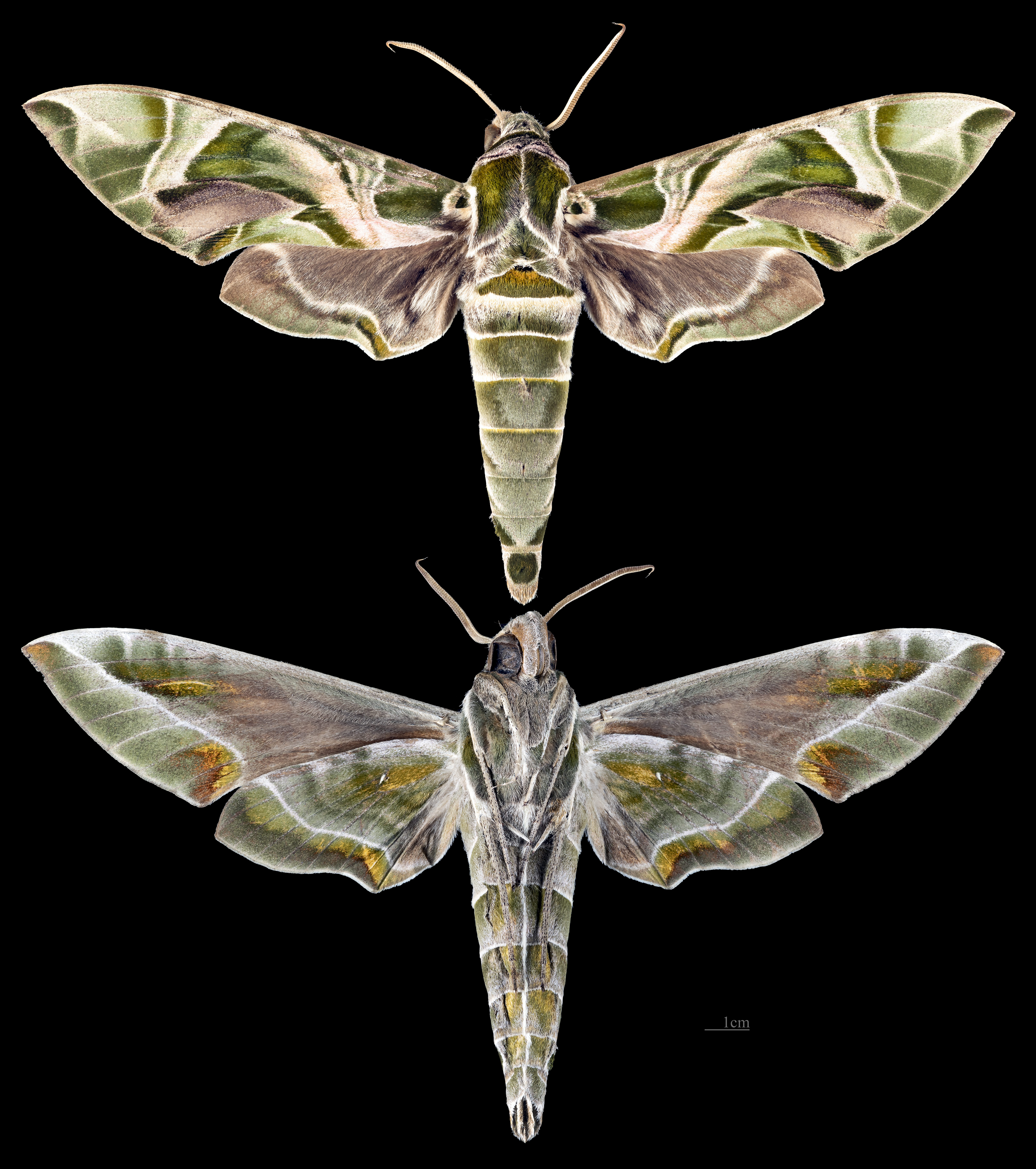
Daphnis nerii
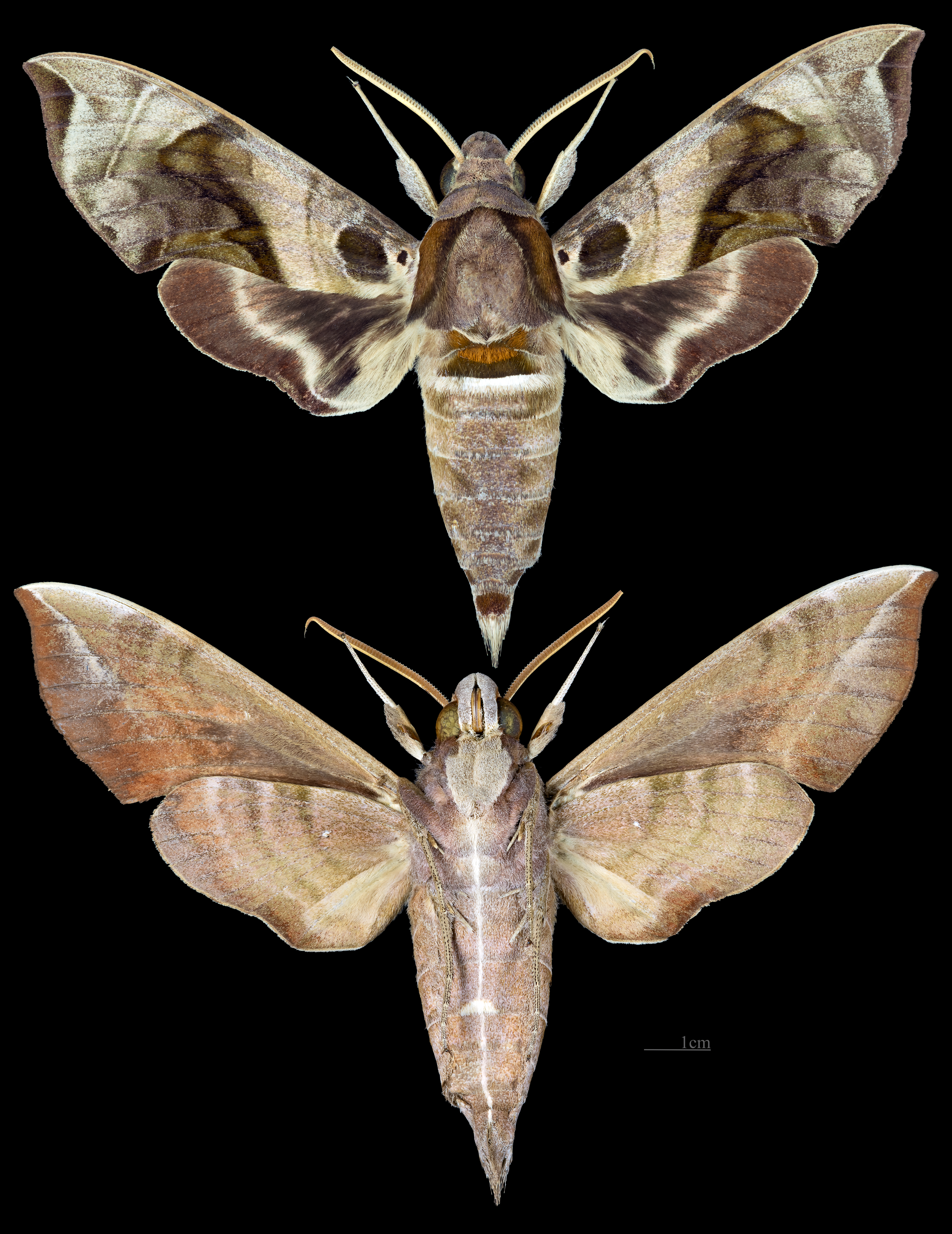
Daphnis placida
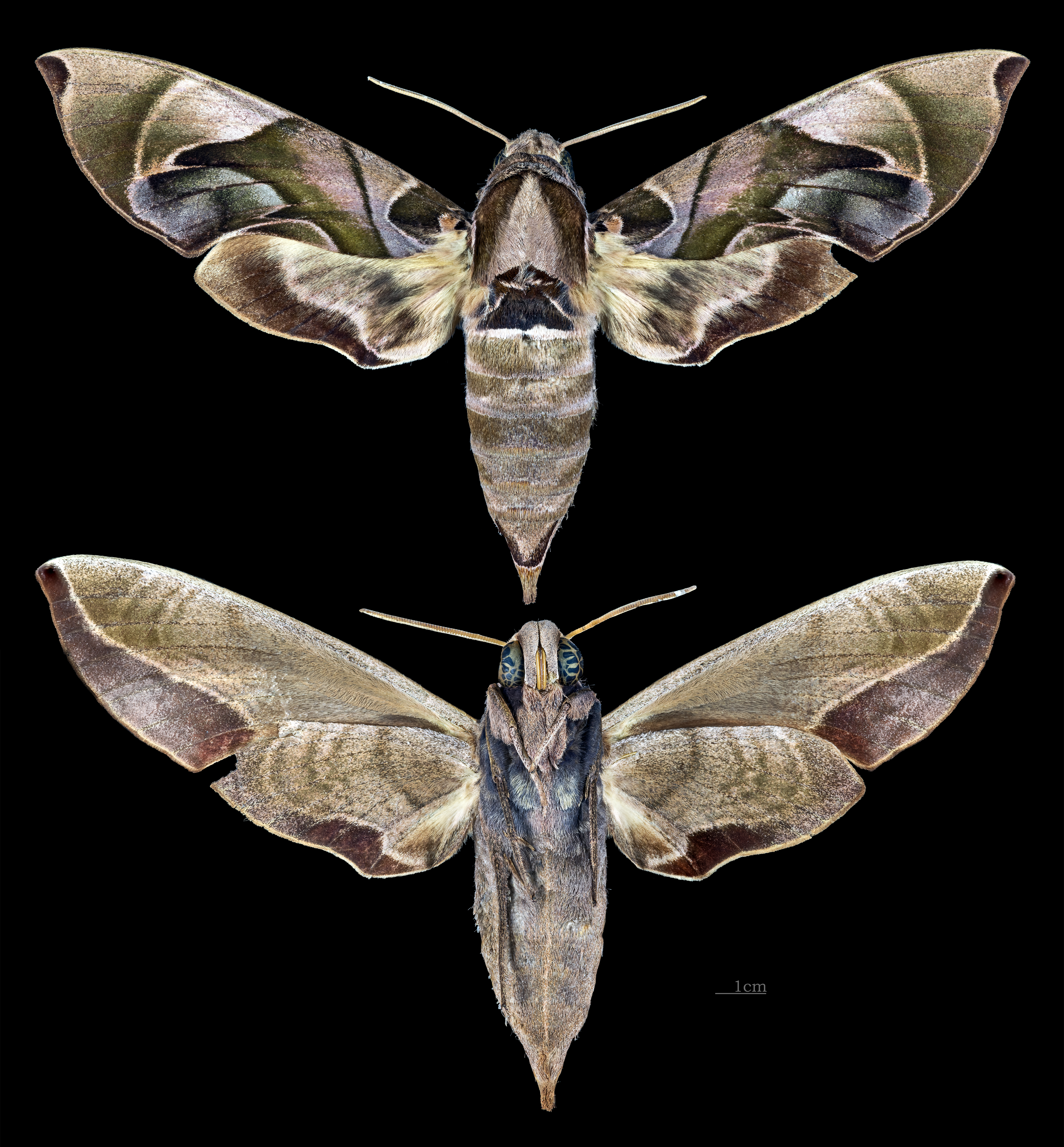
Daphnis protrudens
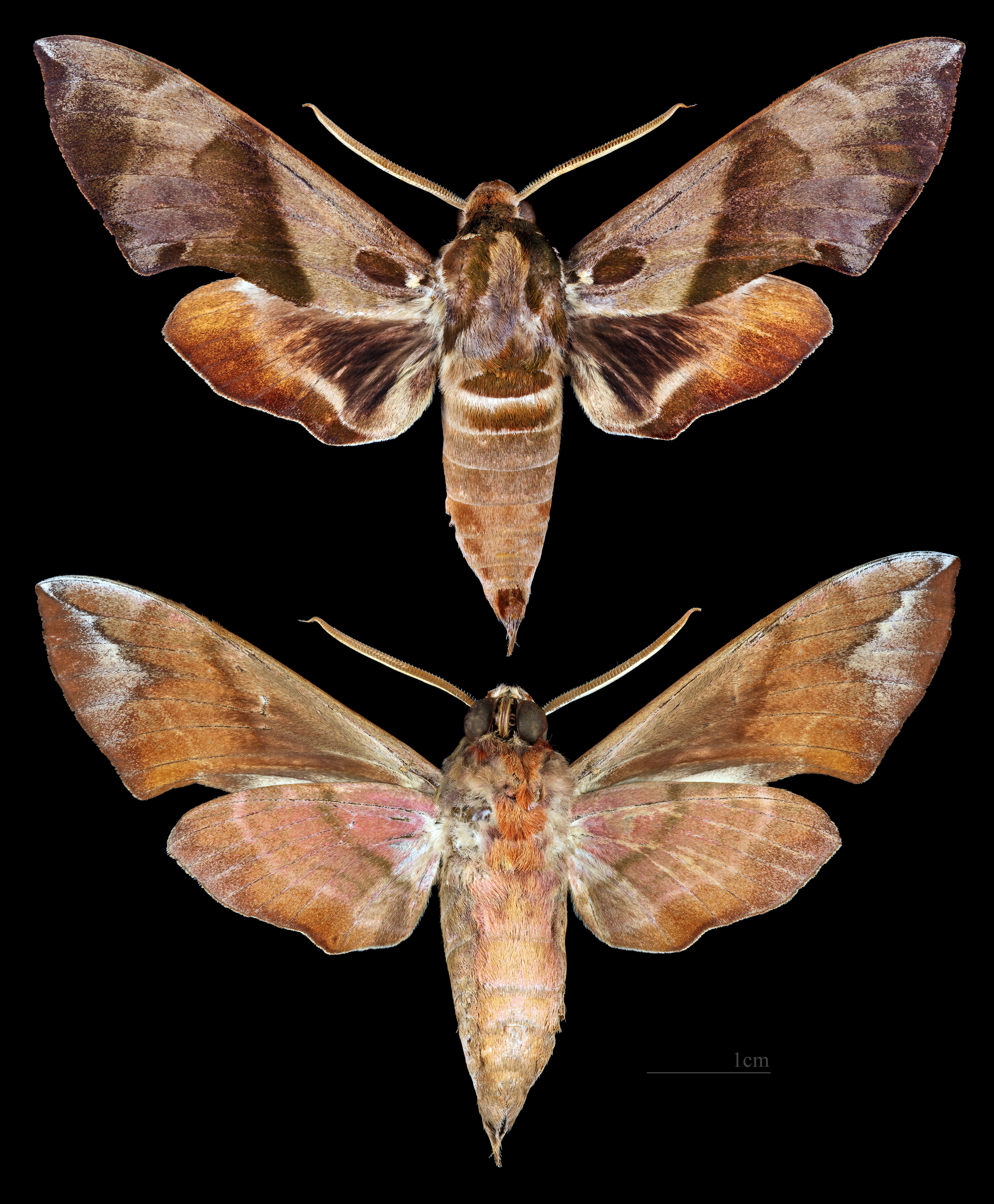
Daphnis torenia